# C'era una volta. Filastrocche, favole, racconti
C'era una volta... filastrocche, favole, racconti è un testo scritto dalla pedagogista italiana Grazia Honegger Fresco, pubblicato nel 2003 ed edito da Gribaudo.

## Caratteristiche
Il saggio spiega come far apprezzare la lettura ai bambini, dal primo anni di vita fino ai dodici anni. Fornisce, inoltre, nella sezione finale, una bibliografia di volumi suddivisi per fasce d'età, argomento e tematiche.
L'autrice, a titolo esemplificativo, riporta filastrocche, giochi di parole ecc. di origine popolare in dialetto. Inoltre cita scrittori, studiosi, psicologi specializzati ed esperti di altri settori.

## Struttura
L'opera è suddivisa nei seguenti capitoli:
1. Ancora oggi, e forse più che mai, c'era una volta...
2. Per amare la lettura fin da piccoli: come cominciare?
3. Inventare e narrare senza immagini: fiabe, racconti, poesie.
4. Bibliografia per bambine e bambini di tutte le età.

I diversi capitoli si articolano in sottocapitoli, accompagnati a lato da riflessioni o note dell'autrice.

## Capitoli

### Ancora oggi, e forse più che mai, c'era una volta...
In questa breve introduzione l'autrice chiarisce che il percorso descritto va ad analizzare l'importanza della lettura e del racconto nell'infanzia (da zero a dodici anni). Inoltre, spiega che l'opera è frutto di esperienza diretta, e che i testi da lei citati sono stati ripetutamente sottoposti ed utilizzati da esperti del settore psico-pedagogico. Infine viene spiegato che non per tutti i bambini è facile acquisire il linguaggio scritto e affacciarsi quindi alla lettura; proprio per questo l'autrice consiglia agli adulti di promuovere la lettura dei più piccoli assecondando i loro interessi e curiosità. A sostegno di ciò, l'autrice, fa riferimento alla sua esperienza personale, accennando al fatto che lei stessa da piccola è stata incoraggiata a leggere dalla sua famiglia e che questo ha largamente inciso sul suo vissuto sia privato (come genitore e poi come nonna), che lavorativo (con i bambini).

### Per amare la lettura fin da piccoli: come cominciare?
Questo capitolo si apre con una riflessione su come i più piccoli scambino facilmente vicende reali per eventi fantastici (e viceversa), e che solo attorno ai sei anni iniziano a differenziare il reale dal fantastico. Secondo l'autrice, la scoperta e l'accettazione della realtà dovrebbe avvenire gradualmente e passare per fiabe, miti, racconti ecc., che vadano a stimolare i sensi e le impressioni. Inoltre sottolinea il fatto che cinema, TV e altri apparecchi digitali, con la trasposizione delle fantasie in immagini, rischiano di far sembrare fuori moda i libri. L'autrice consiglia di sottoporre all'attenzione dei bambini solo ciò che è adeguato alla loro età. Sostiene infatti che fiabe, favole, giochi di parole e filastrocche (che derivano dalle culture popolari), possono essere considerate autentici strumenti educativi, poiché oltre a rafforzare legami affettivi permettono al bambino di sviluppare movimenti, linguaggio, senso del ritmo e dell'equilibrio. In questo capitolo sono anche riportati alcuni esempi di fiabe, favole e filastrocche popolari.
Poi vine fatto un breve accenno sull'origine e sul possibile futuro di fiabe, favole e filastrocche, il cui insegnamento e la cui narrazione avvenivano principalmente in famiglia, dove venivano tramandate. Dall'avvento della società industriale queste pratiche sono andate lentamente perdendosi, poiché i bambini passano sempre più tempo lontani dai genitori impegnati nel lavoro. L'autrice sottolinea che queste mancanze portano poi a delle lacune in età successive, che non possono essere colmate con esercizi verbali, attività motorie, sport, psicomotricità.
L'autrice indica come ulteriore scopo di filastrocche e ninne nanne quello di tranquillizzare i bambini. Questo è possibile grazie alle melodie e al succedersi di parole, anche sconnesse e senza senso, che accompagnate al suono familiare della voce del genitore tranquillizza e rassicura il bambino.
Per introdurre alla produzione di libri per la prima infanzia, l'autrice spiega l'importanza di educare i bambini alla lettura di immagini iniziando quando essi riconoscono i primi simboli. È necessario accompagnare i bambini in questa fase di approccio ai libri, e non rifiutare mai di ripetere/rileggere. L'autrice si sofferma sull'importanza della ripetizione, che non deve essere una ripetizione fittizia ma dettagliata poiché favorisce il ricordo e la concentrazione del bambino: da un lato accresce il senso di sicurezza e dall'altro sviluppa l'attenzione e la memoria. Inoltre si sofferma a spiegare il modo migliore di leggere ad un bambino: controllare il tono di voce, il timbro, l'espressività... Queste accortezze sono necessarie per coinvolgere e per far mantenere viva l'attenzione. Scrivendo di questo l'autrice porta ad esempio come lo stesso brano possa suonare diverso se letto da Eduardo de Filippo o da Roberto Benigni. Lo stesso vale per la musica.
L'autrice consiglia di leggere ai bambini sempre negli stessi luoghi, possibilmente comodi (con cuscini, coperte) con a portata di mano una mensola o una libreria in modo da rendere agevole il cambio del libro. Aggiunge inoltre di spegnere la TV quando il bambino è in casa, in modo da offrirgli degli spazi di silenzio per valorizzare l'ascolto e il dialogo. Anche gli asili nido e le scuole dovrebbero prevedere degli angoli lettura.
Trasformare la lettura in un rituale (prima di andare a dormire) può aiutare a tenere alto il desiderio e far assaporare il piacere di ascoltare di nuovo. Stabilire delle regole chiare e ferme aiuta i bambini ad avere ritmi. Inoltre i libri rientrano tra i mezzi non farmacologici usati per alleviare le sofferenze, per consolare, per distrarre e ingannare le attese.
Prima di avviarsi alla conclusione del capitolo, l'autrice fa un quadro storico della produzione di libri per l'infanzia. In Italia ha inizio solo nel secondo dopoguerra, prima esistevano solo giornaletti per ragazzi come: "Mondo Bambino", "il Corriere dei Piccoli", "Modellina". Solo negli anni Sessanta cominciò la pionieristica Emme Edizioni a produrre libri per bambini.
Inoltre, l'autrice si sofferma su come scegliere correttamente un libro per un bambino. Indica che basarsi sull'età anagrafica non è sempre il miglior modo. Può essere tenuta in conto come indicazione, ma è sempre meglio assecondare i gusti dei bambini facendo sempre attenzione ai contenuti.
I criteri che l'autrice indica per la scelta dei libri, per i primi anni, sono:
- la storia
- le immagini
- la robustezza
- la grandezza dei caratteri
- il formato
- gli elementi mobili e le varianti
- i costi
- gli editori, di qualità

L'autrice raccomanda inoltre di insegnare ai bambini a rispettare i libri e di sottoporglieli solo quando si ha la possibilità di spendere del tempo con loro. Il genitore deve fare da esempio al bambino, sfogliando con calma le pagine ed insegnandogli a non scarabocchiare i libri.

### Inventare e narrare senza immagini: fiabe, racconti, poesie...
Il capitolo si apre con una riflessione sul fatto che per alimentare l'immaginazione di un bambino non basta proporre solo testi ricchi di figure, ma è fondamentale raccontare storie a viva voce. L'autrice sostiene che quando i bambini crescono ed iniziano ad apprezzare i racconti di magia, ci si trova di fronte ad una produzione vastissime, che richiede una scelta attenta a seconda delle tappe di sviluppo e dei gusti personali dei bambini. Le immagini, progressivamente, lasciano posto alle parole.
In questo capitolo vengono riportati alcuni cenni storici sulla nascita delle fiabe. Sono citati molti autori, come Hans Christian Andersen, Charles Perrault, Esopo, i fratelli Jakob e Wilhem Grimm, Andrew Lang, Joseph Jacobs, Rudyard Kiplong, Luigi Capuana, Carlo Lorenzini (Collodi) e Italo Calvino. L'autrice condivide con Calvino l'idea che le fiabe permettano ai bambini di mettersi in contatto con l'esperienza. Se presentate in modo fresco e senza moralismi permettono di nutrire l'inconscio e di porre una base nitida per distinguere tra il bene e il male, tra la giustizia e l'ingiustizia.
L'Italia, tra i paesi occidentali, è quello in cui si legge di meno e in cui la produzione di libri e giornali è più scarsa; così come la diffusione nelle biblioteche di aree dedicate ai più piccoli. È assolutamente sbagliato, secondo il pensiero dell'autrice, imporre e obbligare alla lettura. La lettura non deve diventare, per i bambini, una condanna. Tra i bambini, i lettori più sicuri possono trarre piacere dall'ascolto, anche solo per mantenere vivo il gusto di rivivere una situazione piacevole legata al ricordo di anni precedenti. Non deve essere reso loro penoso e faticoso il passaggio dall'ascolto alla lettura autonoma. Vanno accompagnati al piacere della lettura e se lo desiderano, lasciati liberi di saltare delle pagine, se ciò permette loro di appassionarsi. L'autrice sconsiglia di proporre riassunti dei grandi classici, magari illustrati malamente. Meglio preferire versioni originali, in nuove edizioni, riscritte con un linguaggio più vicino a quello odierno.
Inoltre, sempre per la questione di assecondare i gusti, l'autrice scrive di accettare le scelte letterarie che i bambini e i ragazzi perano, senza giudicarle e tantomeno disprezzarle.
In conclusione l'autrice spiega a cosa dovrebbe servire un libro:
1. per divertirsi
2. per sognare
3. per informare

In un ultimo passaggio l'autrice sostiene che le storie inventate dai bambini hanno grande importanza. Nell'inventare racconti i bambini comunicano paure, gioie, desideri e non vanno mai derisi o valutati per questo. L'invenzione di un racconto è un modo utilizzato da loro per esprimersi.